# ران پوپ
ران پوپ (انگلیسی: Ron Pope؛ زادهٔ ۲۳ ژوئیهٔ ۱۹۸۳) یک خواننده اهل ایالات متحده آمریکا است.